# Browningia utcubambensis
Browningia utcubambensis es una especie de planta suculenta perteneciente al género Browningia, dentro de la familia Cactaceae. Es endémica del norte de Perú.

## Descripción

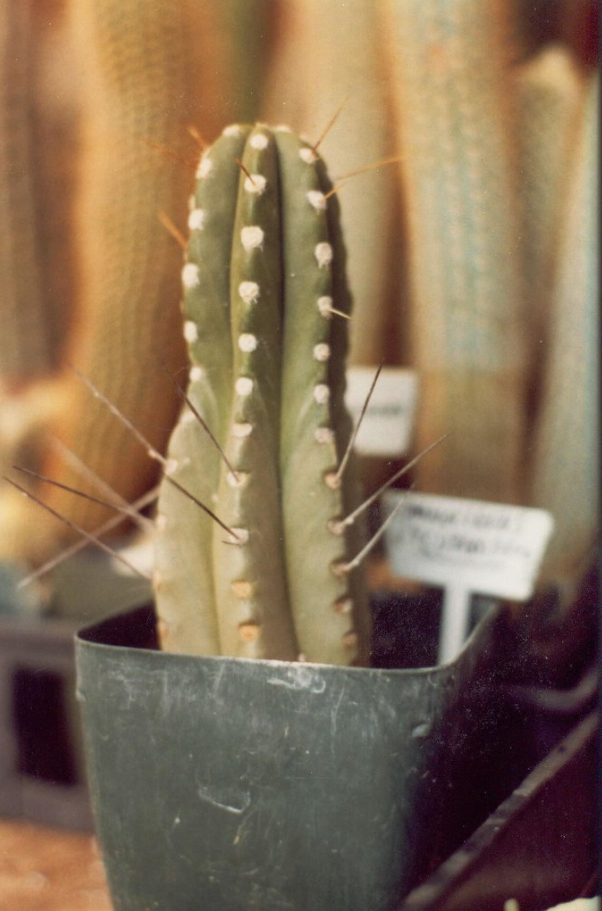
Planta en cultivo

Browningia utcubambensis es una especie de cactus que crece en forma de árbol y es muy similar a Browningia altissima, aunque tiene los tallos más robustos y más cortos. Forma un tronco bien desarrollado y puede alcanzar alturas de 5 a 10 m, aunque suelen quedarse más bajos.
Los tallos son cilíndricos y presentan de 7 a 8 costillas. Sobre ellos se asientan las areolas, las cuales tienen espinas más rígidas y prominentes que B. altissima.
Las flores son de color blanco verdoso y son más pequeñas que su especie hermana. Son nocturnas y están cubiertas de escamas anchas y abarrotadas. Los frutos son verdes, jugosos y alargados.

## Distribución y hábitat
El área de distribución nativa de esta especie es el norte de Perú y crece principalmente en el bioma tropical estacionalmente seco.

## Taxonomía
Browningia utcubambensis fue descrita por los botánicos Paul Clifford Hutchison y Holger Wittner y publicada por primera vez en la revista científica Kakteen und andere Sukkulenten 63: 269 en 2012.
Etimología
- Browningia: nombre genérico otorgado en honor de Webster E. Browning (1869-1942), exdirector del Instituto Inglés de Santiago de Chile.[5]
- utcubambensis: epíteto geográfico que hace referencia a la región de Utcubamba (un valle en el departamento de Amazonas en Perú), lugar donde se descubrió la especie.[6]

## Usos
Se cultiva principalmente como planta ornamental y su propagación se realiza normalmente a través de esquejes o semillas.